# Donja Podgorja
Donja Podgorja (cyr. Доња Подгорја) – wieś w Bośni i Hercegowinie, w Republice Serbskiej, w gminie Mrkonjić Grad. W 2013 roku liczyła 12 mieszkańców.